# Halil Karaveli
Halil Magnus Karaveli, född 12 november 1962 i Turkiet, är en svensk-turkisk journalist och författare.
Karaveli var tidigare verksam som ledarskribent på Östgöta Correspondenten. Han har bland annat utgivit böckerna Blågul framtid (1997) och Det evigt svenska (2003). Han är verksam vid Institutet för säkerhets- och utvecklingspolitik som Turkietkännare.